# 大隅大崎站
大隅大崎站（日语：／ Ōsumi-Ōsaki eki */?）是位於鹿兒島縣曾於郡大崎町假宿，日本國有鐵道（國鐵）的大隅線車站（廢站）。此站是大崎町的中心車站。

## 歷史
- 1935年（昭和10年）10月28日 - 古江東線車站啟用。
- 1938年（昭和13年）10月10日 - 路線名稱改為古江線。
- 1972年（昭和47年）9月9日 - 路線名稱改為大隅線[2]。
- 1971年（昭和46年）10月4日 - 結束貨物業務。
- 1987年（昭和62年）3月14日 - 大隅線全線廢止，此站也廢止[2]。

## 廢止時的車站構造
車站位於斜坡上。此站設有2面2線的相對式月台（千鳥月台），此站可進行列車交會。此站曾經是直營車站。

## 車站周邊
- 大崎町公所
- 大崎町立大崎小學
- 大崎町立大崎中學（日语：大崎町立大崎中学校）
- 大崎郵局
- 上町簡易郵局
- 持留川

## 相鄰車站
日本國有鐵道
大隅線
菱田－大隅大崎－三文字

## 注腳
1. 1 2 3 4  . JTB出版. : 333 （日语）.
2. 1 2  . 鐵道雜誌 (鐵道雜誌社). 1987-06, 21 (7): 96–98 （日语）.